# Izba Ludowa (Afganistan)
Izba Ludowa (Wolesi Dzirga) – niższa izba dwuizbowego parlamentu Afganistanu, Zgromadzenia Narodowego. Choć formalnie izbą wyższą jest Izba Starszych, to właśnie Izba Ludowa stanowi ciało o największym znaczeniu w procesie legislacyjnym.

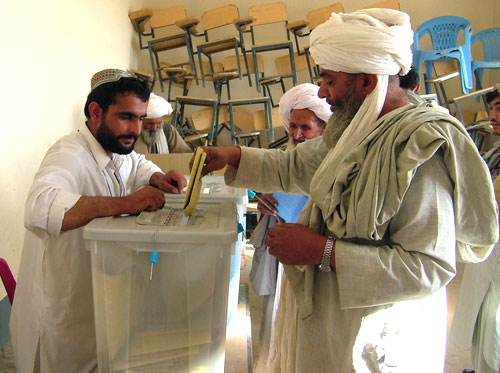
Mężczyzna oddający głos podczas wyborów parlamentarnych w 2005 roku

Izba Ludowa liczy 249 członków, w większości wybieranych w wielomandatowych okręgach wyborczych (których granice pokrywają się z okręgami w znaczeniu podziału administracyjnego). 64 miejsca (po dwa z każdej prowincji) są zagwarantowane dla kobiet. Mandaty te nie są jednak obsadzane w drodze wyborów, lecz poprzez nominację prezydenta. W taki sam sposób przydzielane są dwa mandaty zarezerwowane dla osób niepełnosprawnych i dwa dla ludności koczowniczej. Ze względu na niski poziom alfabetyzacji kraju, kandydaci na listach wyborczych wymienieni są nie tylko z nazwiska – umieszcza się tam także przypisane im wcześniej obrazkowe symbole, którymi mogą posługiwać się w kampanii wyborczej. Kadencja trwa 5 lat.
System partyjny w Afganistanie jest obecnie niezwykle słaby, a choć wszyscy członkowie izby są formalnie bezpartyjni, faktycznie większość z nich należy do nieformalnych stronnictw, tworzonych przez lokalnych przywódców (w większości oligarchów posiadających prywatne armie) w poszczególnych prowincjach.